# Keule (Album)
Keule ist das 13. Studioalbum des deutschen Rockmusikers Udo Lindenberg und die 17. Albumveröffentlichung insgesamt. Es wurde am 17. Mai 1982 bei der Plattenfirma Teldec veröffentlicht.

## Entstehung
Das Album, das letzte für Teldec, wurde von Udo Lindenberg produziert und von Manfred Lohse als Toningenieur aufgenommen. Peter Harenberg masterte es. Das Album wurde mit dem Panikorchester aufgenommen. Bass spielten Juan Croucier, Dave King und Steffi Stephan. Schlagzeug spielten Mick Brown und Bertram Engel. An der Gitarre waren George Lynch, Fritz Fetzer und Peter Hesslein tätig. Keyboards spielten neben Lindenberg Kristian Schultze und Jean-Jacques Kravetz. Am Saxofon ist Benny Gebauer zu hören. Lynch, Croucier und Brown gehörten zu dieser Zeit zur Band Dokken.

## Artwork
Das Cover zeigt Lindenberg als Urmensch, nur mit Leoparden-Schurz bekleidet mit einer finsteren Miene und einer Keule in der Hand vor einem pinkfarbenen Hintergrund. Auch für Lindenberg ist das Artwork ungewöhnlich. Die Fotografien stammen von Michael von Gimbut.

## Titelliste
1. Urmensch – 1:41
2. Zwischen Rhein und Aufruhr – 2:40
3. Phantom – 4:38
4. Sie liebten sich gigantisch – 4:18
5. Körper – 3:00
6. Bei uns in Spananien – 3:59
7. Gesetz – 4:16
8. Jacques Gelee – 3:10
9. Ratten – 2:56
10. Geile Götter – 4:06
11. Astronaut – 5:06

## Rezeption

### Rezensionen
Laut.de präsentierte das Album in seiner Rubrik „Meilensteine“. Anastasia Hartleib urteilte: „Abgesehen vom kleinen Ausreißer am Schluss reicht kein anderes Album des Hotel Atlantic-Dauergastes an Keules Bandbreite heran. Nie wieder war Udo Lindenberg so wild, provokant und analytisch unterwegs. Nie wieder hat er sein Können auf einem Album derart verdichtet. Ob emotional direkt, aggressiv punkig, ironisch schnöselig, funky oder wave-ig distanziert: Lindenberg kann alles, und er zeigt mit diesem Album, warum die Achtziger zur Zeit wieder so angesagt sind: roh, wild und provokant.“ Die Redaktionswertung lag bei fünf von fünf Sternen.

### Charts und Chartplatzierungen
Keule erreichte erstmals am 31. Mai 1982 auf Rang 49 die deutschen Albumcharts. Seine beste Platzierung erreichte das Album in der Folgewoche mit Rang neun am 7. Juni 1982. Das Album platzierte sich 16 Wochen in den Charts, davon eine Woche in den Top 10. Letztmals konnte es sich am 13. September 1982 platzieren.
Für Lindenberg avancierte Keule zum 16. Chartalbum in Deutschland sowie zum sechsten Top-10-Album.
| ChartsChartplatzierungen | Höchstplatzierung | Wochen |
| ------------------------ | ----------------- | ------ |
| Deutschland (GfK)        | 9 (16 Wo.)        | 16     |